# Маленька Англія (фільм)
Маленька Англія ( Μικρά Αγγλία) — романтична драма грецького періоду 2013 року режисера Пантеліса Вулгаріса. Заснований на однойменному романі Іоанни Карістіані (дружини Вулгаріса), яка також писала сценарій, який містить акторський ансамбль. Сюжет розгортається навколо двох сестер, Орси та Мосхи з острова Андрос (прозваного Маленькою Англією через його достаток), які обидві закохані в Спіроса. Події фільму починаються в міжвоєнний період і закінчуються в 1950-х роках.
Стрічка досягла комерційного успіху в Греції, оскільки стала другим за касовими показниками фільмом 2013 року та першим серед грецьких фільмів. «Маленька Англія» також досягла критичного успіху всередині країни та за кордоном. Фільм був номінований на тринадцять нагород Грецької кіноакадемії та виграв шість, включаючи нагороду за найкращий фільм. На міжнародному рівні він домінував на Шанхайському міжнародному кінофестивалі 2014 року, отримавши три нагороди «Золотий кубок» за найкращий повнометражний фільм, найкращу режисуру та найкращу жіночу роль, а також номіновано на нагороду «Супутник» за найкращий фільм іноземною мовою. Маленька Англія була представлена Грецією як найкращий фільм іноземною мовою на 87-й церемонії вручення премії Оскар, але не була номінована.

## Сюжет
Дія відбувається на острові Андрос, де живуть 20-річна Орса та її молодша сестра Мосха. Орса глибоко закохана в Спіроса Мальтабеса, лейтенанта, але ніколи нікому не розкривала свою таємницю. З іншого боку, Мосха мріє покинути Андрос і уникнути жіночої долі виходити заміж за моряків, які зазвичай далеко від своїх сімей. Їх мати, Міна, одружена з капітаном, вважає кохання бідою і, переважаючи над почуттями, хоче, щоб її доньки вийшли заміж за заможних чоловіків. У результаті Орса виходить заміж за капітана Нікоса Ватокузіса, а Мосха за Спіроса Мальтабеса, капітана, в якого закохана її сестра. Дві жінки живуть у двоповерховому будинку родини, і заборонене кохання шкодить їхньому життю.

## Реліз
У Греції фільм вийшов 5 грудня 2013 року. Він також був двічі показаний як фільм закриття на 36-му Каїрському міжнародному кінофестивалі 17 і 18 листопада 2014 року.